# 普罗格雷苏
普罗格雷苏是巴西南大河州的一个市镇。总面积256.039平方公里，总人口6239人，人口密度24.4人/平方公里。